# Cadulus propinquus
Cadulus propinquus is een Scaphopodasoort uit de familie van de Gadilidae. De wetenschappelijke naam van de soort is voor het eerst geldig gepubliceerd in 1878 door Sars G.O..